# Nazionale femminile di pallacanestro della Finlandia
La nazionale di pallacanestro femminile della Finlandia, selezione composta dalle migliori giocatrici di pallacanestro di nazionalità finlandese, rappresenta la Finlandia nelle competizioni internazionali femminili di pallacanestro, organizzate dalla FIBA. È gestita dalla Suomen Koripalloliitto.

## Storia
Questo team nazionale, è considerata una nazionale di bassa fascia, non avendo mai avuto risultati rilevanti.
Ha collezionato solo 5 presenze all'Eurobasket, di cui l'ultima nel 1987, non classificandosi mai fra le prime dieci del continente.
Non ha mai partecipato ai Mondiali ed alle Olimpiadi.

## Piazzamenti

### Campionati europei
- 1952 - 11°
- 1956 - 11°
- 1980 - 12°
- 1981 - 12°
- 1987 - 12°

## Formazioni

### Campionati europei
Campionato europeo femminile di pallacanestro 19523 Lamminpää, 4 Hakola, 5 Kenkkilä, 6 Koiso-Kanttila, 7 Kortelainen, 8 Eskelinen, 9 Tähtinen, 10 Lanne, 11 Salminen, 12 Vehkaoja, 13 Satomaa, 14 Nieminen, 15 Viitanen, 16 Saarinen,        All. Pentti Mattila
Campionato europeo femminile di pallacanestro 19563 Hakola, 4 B. Lindberg, 5 Aarnivala, 6 Kenkkilä, 7 Stenman, 8 Eskelinen, 9 Tähtinen, 10 Mikkelsson, 11 Gustafsson, 12 Aalto, 13 Sanden, 14 K. Lindberg,        All. Kalevi Tuominen
Campionato europeo femminile di pallacanestro 19804 Pihlajamäki, 5 Koski, 6 Nummi, 7 Avellan, 8 Mäkelä, 9 Vestala, 10 Hakala, 11 Airas-Järventaus, 12 Valtakari, 13 Vesa, 14 Saarteinen, 15 Peltoniemi,        All. Eero Saarinen
Campionato europeo femminile di pallacanestro 19814 Koski, 5 Avellan, 6 Nygren, 7 Vestala, 8 Savikko, 9 Peltoniemi, 10 Hakala, 11 Airas-Järventaus, 12 Hamalainen, 13 Vesa, 14 Saarteinen, 15 Toikka,        All. Mika Arola, Eero Saarinen
Campionato europeo femminile di pallacanestro 19874 Huttunen, 5 Pajanti-Raudus, 6 Harvio, 7 Vestala, 8 Helin, 9 Leino, 10 Hakala, 11 Airas-Järventaus, 12 Luostarinen, 13 Hilanne, 14 Nyman, 15 Päiviö,        All. Jukka Mantere

## Nazionali giovanili
- Selezioni giovanili della nazionale femminile di pallacanestro della Finlandia